# Ostrowno (rejon bieszenkowicki)
Ostrowno (biał. Астроўна) – wieś na Białorusi, w obwodzie witebskim, w rejonie bieszenkowickim.

## Historia
Miasto magnackie położone było w końcu XVIII wieku w powiecie witebskim województwa witebskiego.
W 1557 w Ostrownie urodził się Lew Sapieha. W 1812 miała miejsce bitwa pod Ostrownem.
Podczas okupacji hitlerowskiej, w sierpniu 1941 roku Niemcy utworzyli getto dla żydowskich mieszkańców. Przebywało w nim około 300 osób. 30 września 1941 roku Niemcy zlikwidowali getto, a Żydów zamordowali.